# Neumühle (Oberviechtach)
Neumühle ist ein Ortsteil der Stadt Oberviechtach im Oberpfälzer Landkreis Schwandorf in Bayern.

## Geographische Lage
Die Einöde Neumühle liegt innerhalb des sanften nach Osten gewölbten Bogens, den die Murach hier macht, nachdem sie Oberlangau und Mitterlangau in Nord-Süd-Richtung durchflossen hat, nahe einem der Seitenarme des Flüsschens. Östlich von Neumühle erhebt sich ein ausgedehntes  Waldgebiet – der Tannenwald – bis auf 728 m Höhe. An dessen dicht bewaldeten, teilweise sumpfigen Hängen entspringen zahlreiche Quellen, die als kleine Bäche der Murach zufließen. Einer dieser Bäche ist der Forellenbach, der südwestlich von Schwand aus dem Herrnbrunnen entspringt und zwischen Gütting und Neumühle in die Murach mündet. Nordwestlich von Neumühle öffnet sich die Landschaft etwas in das Gebiet von Unterlangau, Pullenried und Wildeppenried.

## Geschichte
Zum Stichtag 23. März 1913 (Osterfest) wurde Neumühle als Teil der Pfarrei Pullenried mit einem Haus und 8 Einwohnern aufgeführt. Am 31. Dezember 1969 hatte die Gemeinde Pullenried 76 Häuser, 336 Einwohner und eine Fläche von 537 ha, davon 145 ha Wald. Zu ihr gehörten Plechhammer mit Sägewerk (7 Häuser), Neumühle mit Sägewerk (1 Haus), Weißbach (2 Häuser), Hannamühle (1 Haus). Am 31. Dezember 1990 hatte Neumühle sechs Einwohner und gehörte zur Pfarrei Pullenried und zur Gemeinde Oberviechtach.

## Kultur und Sehenswürdigkeiten
Am Bauernhof von Neumühle steht eine 1910 erbaute Kapelle. Nordöstlich davon erstreckt sich ein von der Murach durchflossener Wald, in dem sich zahlreiche trichterförmige Gruben befinden – Zeugen der Versuche aus dem 16. Jahrhundert, in dieser Gegend Gold zu finden.